# Телескоп Грегорі

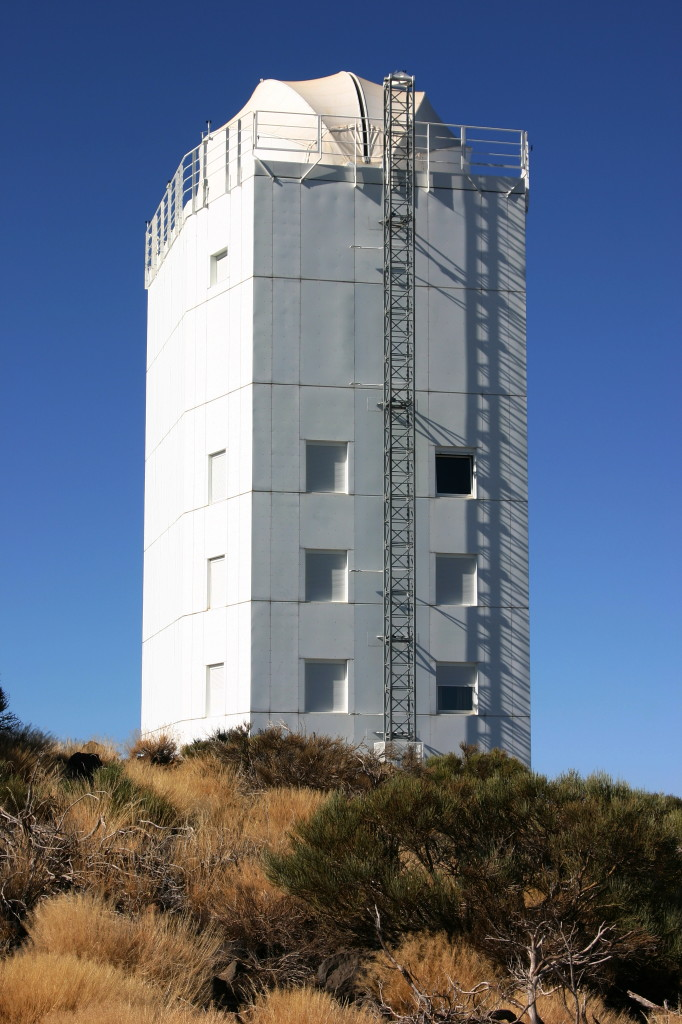

Телескоп Грегорі (GREGOR) — сонячний телескоп, встановлений на острові Тенерифе.
Телескоп встановлено на висоті 2 400 м над рівнем моря, біля підніжжя вулкана Тейде на острові Тенерифе (Канарські острови). Церемонія відкриття відбулася 21 травня 2012 року. На той час це був найбільший сонячний телескоп у Європі і третій за розміром у світі. У будівництві брали участь чотири німецькі дослідні інститути. Його будівництво коштувало $ 16,5 млн, більшу частину якої профінансував Інститут фізики Сонця Кіпенхойера у Фрайбурзі.
Телескоп побудовано за відкритою схемою, тобто він не має кожуха, що дозволяє зменшити вібрацію через пориви вітру. Діаметр первинного дзеркала становить 1,5 м, його обладнано системою постійного охолодження. Від несприятливої погоди прилад захищає складаний купол. Для компенсації атмосферної турбулентності телескоп обладнано адаптивною оптикою. 
Головним завданням телескопа має стати вивчення магнітних процесів на Сонці. Велике дзеркало і система компенсації викривлень дозволяє отримувати зображення Сонця з роздільною здатністю 70 кілометрів у видимому й інфрачервоному спектрі. Іншим завданням досліджень стане отримання даних про зміни магнітного поля Сонця і характеристик його хромосфери.
Телескоп названо на честь шотландського астронома Джеймса Грегорі, який жив в XVII ст. і придумав оптичну схему, за якою збудовано цей телескоп.